# Jan Stokłosa
Jan Stokłosa (ur. 7 marca 1986 w Krakowie) – polski kompozytor, aranżer, wiolonczelista, klawiszowiec, dyrygent i producent muzyczny. Bratanek Janusza Stokłosy.

## Edukacja
Jan Stokłosa ukończył 12-letnią edukację muzyczną w Zespole Państwowych Szkół Muzycznych nr 4 w Warszawie. Jest absolwentem Uniwersytetu Muzycznego im. Fryderyka Chopina w Warszawie.

## Kariera kompozytora i aranżera
W latach 2017–2021 kierownik muzyczny sceny musicalowej warszawskiego Teatru Rampa w którym zaaranżował m.in. muzyczne show “Rapsodia z Demonem” (2015) oparte na muzyce zespołu Queen, broadwayowski musical „Kobiety na skraju załamania nerwowego” (2017), musical Jesus Christ Superstar (2018), musical „Twist and shout” oparty na muzyce zespołu The Beatles (premiera październik 2018), widowisko musicalowe “Broadway Exclusive” (wystawiane także na deskach krakowskiego Teatru Variete).
Kompozytor musicalu dla dzieci „Tylko Grzecznie” wystawianego w Teatr Muzyczny im. Danuty Baduszkowej w Gdyni. Premiera w kwietniu 2024.
Jan Stokłosa współpracuje również z Teatrem Wielkim Operą Narodową na którego zamówienie skomponował (wraz z Zuzanną Falkowską) muzykę do trzech spektakli:
- Impresje (na podstawie “Zoo” Jana Brzechwy) – 2013
- Rozterki miłosne wg Krakowiaków i Górali (spektakl zrealizowany z okazji 250 lecia Teatru Narodowego przy obsadzie przekraczającej 250 osób – 2015
- Sen nocy letniej (wg Williama Szekspira w przekładzie Stanisława Barańczaka) – 2017

Zrealizował wiele produkcji telewizyjnych w charakterze kierownika muzycznego, aranżera i dyrygenta m.in. galę Nagród Ministra Kultury (2019/2023), (NIE)Zakazane piosenki (2018-2024) dla Muzeum Powstania Warszawskiego, „W dziewiętnastym roczku” przygotowanym z okazji 100-lecia Powstania Śląskiego (2019), Koncerty kolędowe w katedrze Pelplińskie (aranżacje od 2016 roku), Bitwa tenorów na róże (2020-2022), Gala Feniks (2020), Wielkie Kolędowanie z Polsatem (2022), Festiwal 2 teatry (2022), Festiwal Cztery strony folku (2023), „Kto nas woła - 70-lecie GOPR” (2024), „Urodziny w Europie” z okazji 20-lecia obecności Polski w UE (2024), Polsat Earth Festival w Uniejowie (2024), „Kolędy pod Tatrami” (2024), Polsat Hit Festival w Sopocie (2025), 62. Festiwal Polskiej Piosenki w Opolu - Koncert "Debiuty" (2025)
Kierownik muzyczny, główny kompozytor, aranżer i dyrygent Ceremonii Otwarcia 3rd European Olympic Games (III Igrzysk Europejskich) w Krakowie. (2023). Wydarzenie transmitowało live ponad 50 stacji telewizyjnych na świecie.
Orkiestrator i dyrygent uznanego projektu Miuosh x Śląsk - Pieśni współczesne (2021), który uzyskał status podwójnej platynowej płyty a także dwie nagrody Fryderyk - w kategorii Album Roku "Muzyka korzeni/blues" (2022) i w kategorii „Projekt muzyczny roku” (2023). Wersja koncertowa projektu -  Live at Cavatina Hall, otrzymała status złotej płyty. ). 20 września 2024 ukazał się TOM II „Pieśni współczesnych”.
W latach 2017–2019 kierownik muzyczny, aranżer i dyrygent serii telewizyjnych koncertów, a także ogólnopolskiej trasy koncertowej Gintrowski – A jednak coś po nas zostanie. W ramach projektu zrealizował 3 koncerty telewizyjne, a także 2 ogólnopolskie trasy koncertowe obejmujące najważniejsze ośrodki filharmoniczne w kraju.
W lutym i grudniu 2018 roku w katowickiej sali NOSPR, odbyły się głośne koncerty MIUOSH/SMOLIK/NOSPR, na które Jan Stokłosa przygotowywał orkiestracje, a także brał udział jako członek bandu, efektem których jest płyta CD wydana nakładem Fandango Records. Zwieńczeniem projektu był pierwszy w Polsce koncert polskich artystów zorganizowany na stadionie – 9 czerwca 2019 roku koncert Scenozstąpienie zgromadził ponad 40 tysięczną publiczność, która wypełniła chorzowski Stadion Śląski.
Wielokrotnie współpracował z Andrzejem Smolikem jako orkiestrator/instrumentalista/dyrygent także przy innych projektach m.in. Obywatel GC 2.0, Historie (dla Muzeum Powstania Warszawskiego), Nina (film), Koncert z okazji 120 urodzin Sopotu.
Współpracował z grupą „ Behemoth”, z którą zrealizował 2 płyty jako kompozytor partii orkiestry i dyrygent - I Loved You at Your Darkest  (Fryderyk w kategorii Album Roku "Metal" 2019), "Opvs Contra Natvram” (Fryderyk w kategorii Album Roku "Metal" 2023).
W grudniu 2018 roku był kierownikiem muzycznym entuzjastycznie przyjętego koncertu „Best of Broadway” w warszawskim Teatrze Polskim. Specjalnym gościem wydarzenia był światowej sławy aktor musicalowy Ramin Karimloo.
Na specjalne zamówienie Ferrero Rocher i Sinfonia Viva w czerwcu 2017 Jan Stokłosa zaaranżował dla Beaty Kozidrak największe przeboje zespołu Bajm w wersjach na orkiestrę symfoniczną. Wyjątkowy występ artystki miał miejsce w Teatrze Wielkim Operze Narodowej.
W 2016, na zamówienie Europejskiego Centrum Kultury – Opery i Filharmonii Podlaskiej, zaaranżował muzykę autorstwa Piotra Nazaruka do przedstawienia muzycznego dla dzieci “Kot w butach”, które wyreżyserowała Bernarda Bielenia.
Jan Stokłosa wielokrotnie współpracował z międzynarodowym Festiwalem Muzyki Filmowej w Krakowie:
- W maju 2015 stworzył 2 suity orkiestrowe z muzyką Krzysztofa Komedy i Andrzeja Markowskiego[17]. Koncert w wykonaniu Narodowej Orkiestry Symfonicznej Polskiego Radia zarejestrowany został przez Telewizję Polską[17].
- W 2017 roku był gościem (wiolonczela) Jean Michela Bernarda na premierowym koncercie Cinematic Piano w ramach 10 edycji festiwalu.
- W 2019 roku był kierownikiem muzycznym oraz aranżerem piosenek koncertu galowego „The Glamorous show”. Utwory z filmów Moulin Rouge, Romeo i Julia, Wielki Gatsby zabrzmiały w nowych aranżacjach 19 maja w Tauron Arenie. Gościem specjalnym koncertu był autor muzyki oryginalnej, szkocki kompozytor Craig Armstrong.
- W 2020 roku zrealizował autorski solowy koncert on-line z muzyką filmową w ramach projektu Live from studio[potrzebny przypis].
- W 2021 roku stworzył m.in. suitę z serialu Lovecraft Country wykonaną podczas Gali Seriali[potrzebny przypis].
- W 2022 roku był dyrygentem i kierownikiem muzycznym koncertu "Scoring4Skolimowski", na który stworzył entuzjastycznie przyjęty "Skolimowski Suite" - 45 minutowy utwór symfoniczny złożony z tematów z filmów Jerzego Skolimowskiego[18].
- Od 2024 roku prowadzi sesje nagraniowe wraz ze swoją Stokłosa Collective Orchestra w ramach warsztatów Young Talent Award w Lusławicach. Jest także jurorem międzynarodowego konkursu młodych kompozytorów YTA.

W 2018 roku nakładem wydawnictwa Fame Art ukazała się EPka Natalii Moskal „Bunt Młodości” obejmująca utwory skomponowane przez Jana Stokłosę do wierszy Kazimiery Iłłakowiczównej.
W 2019 roku na zamówienie Teatru Wielkiego Opery Narodowej przygotował spektakl „I love Moniuszko” składający się z autorskich aranżacji śpiewnika domowego Stanisława Moniuszki. Spektakle odbyły się na scenie kameralnej Teatru Wielkiego z towarzyszeniem Orkiestry Symfonicznej Opery Narodowej pod batutą Jan Stokłosy.
Stworzył oprawę muzyczną gali Nagród Ministra Kultury, na której dyrygował swoją Stokłosa Collecitive Orchestra w kolaboracji z Bass Astral x Igo – wersja utworu „Nim wstanie dzień” zaaranżowana specjalnie na to wydarzenia osiągnęła na YouTube ponad cztery miliony odtworzeń w 2022.
W lutym 2020 zrealizował jako kierownik muzyczny i dyrygent białostocką premierę musicalu Jesus Christ Superstar, wystawioną na deskach Opery i Filharmonii Podlaskiej Europejskiego Centrum Sztuki.
Twórca muzyki do słuchowiska radiowego „Niepokonani 1920” wyprodukowanego przez Teatr Kamienica w reżyserii Emiliana Kamińskiego. Premierowa emisja odbyła się we wrześniu 2020 roku na antenie Polskie Radio Program II.
Aranżer i producent muzyczny płyty „There is a star” Natalii Moskal, poświęconej twórczości Sofii Loren (2020).
W 2021 skomponował hymn międzynarodowych zawodów World Athletics Relays odbywających się na Stadionie Śląskim w Chorzowie. Kompozycja została nagrana przez Zespół Pieśni i Tańca Śląsk do słów Miłosza Boryckiego pod batutą kompozytora.
Był kierownikiem muzycznym 28th IHF Men's World Championship Draw Gala na której zadyrygował Orkiestrą NOSPR w Katowicach, która wykonała jego aranżacje popularnych utworów. Transmisja TV obejmowała ponad 120 krajów na całym świecie.
Współprodukował wraz z Januszem Stokłosą nową ścieżkę dźwiękową musicalu "Metro" nagraną z okazji 30 lecia tytułu. Premierowe wykonanie odbyło się w katowickim Spodku wraz z rejestracją telewizyjną.
Skomponował partie orkiestry na jubileuszową trasę koncertową Justyny Steczkowskiej z okazji 25-lecia działalności za scenie (2021).
Twórca autorskich warsztatów z kompozycji i aranżacji „WarsztatOn" odbywających się cyklicznie w Teatrze Wielkim Operze Narodowej w Warszawie  w latach 2021-2023. Obecnie warsztaty prowadzone są w różnych ośrodkach kultury w Polsce.
W marcu 2022 roku wraz z zespołem IRA i swoją Stokłosa Collective Orchestra zainicjował akcję pomocową Music of Freedom. W ekspresowym tempie powstała nowa aranżacja utworu „Obejmij mnie”, zrealizowana w porozumieniu z ukraińskim zespołem Okean Elzy. W akcji wzięło udział blisko 100 osób, które pracowały pro publico bono. W kilka dni od premiery teledysk przygotowany przez kolektyw Bosko, na polskich i ukraińskich mediach społecznościowych obejrzało kilka milionów osób. Całość dochodu z akcji przekazywana jest na cele charytatywne związane z pomocą Ukrainie.
Był współtwórcą premierowego widowiska halloweenowego "Scena Grozy", które odbyło się w Hali Stulecia w 2022 roku. W widowisku wzięła udział 50-osobowa Stokłosa Collective Orchestra a także soliści - Piotr Cugowski, Natalia Nykiel, Joanna Freszel, Kev Fox, Łukasz Zagrobelny. Całość wydarzenia była okaraszona spektakularnymi wizualizacjami, tańcem i scenkami aktorskimi. Repertuar koncertu był skoncentrowany na muzyce rockowej, filmowej, popowej odnoszącej się do tematyki duchów, grozy, horroru. Widowisko wyprodukowała wrocławska firma Loud Production.
W ramach zamówień kompozytorskich skomponował „Wariacje Ludowe” - koncert na orkiestrę smyczkową, instrumenty etniczne i głosy. Utwór zamówiony przez Orkiestrę Stołecznego Miasta Krakowa „Sinfonietta Cracovia” został prawykonany w ramach festiwalu „Etno Rozstaje” w październiku 2022 roku. Zespół zagrał pod batutą Katarzyny Tomali-Jedynak, solistami byli Sebastian Karpiel-Bułecka (głos / skrzypce / fujara / koza), Bożena Bujnicka (sopran) i Helena Matuszewska (suka bigorajska / chordofon płocki).
Kompozytor muzyki filmowej: „Rotmistrz Pilecki”, reż. Miłosz Kozioł (2022), „Niejadek”, reż. Ewa Japola (2023)
W 2022 roku skomponował na zamówienie Narodowego Centrum Kultury „Trzy Utwory Romantyczne” na bazie Ballad i Romansów Adama Mickiewicza. Trzyczęściowa kompozycja przewidziana pod balet (Pierwiosnek, Świtezianka, Pan Twardowski) wykonywana jest przez 12 solistów instrumentalistów.
Był producentem muzycznym płyty „Jednego Serca - (Kon)teksty Polskiego Romantyzmu” z utworami do tekstów polskich wieszczy. Album stworzony na zamówienie Ministerstwa Kultury i Dziedzictwa Narodowego jest podsumowanie roku romantyzmu. Na krążku obok znanych utworów Niemena , Grechuty, Moniuszki, pojawiły się także nowe kompozycje napisane przez Jana Stokłosę do tekstów Asnyk, Norwida, Krasińskiego. Wśród wykonawców usłyszymy Kasią Moś, Mateusza Ziółkę, Olgę Szomańską, Janusza Radka, Łukasza Drapałę czy Rafała Bartmińskiego. (2022)
We wrześniu 2023 był kierownikiem muzycznym koncertu „Muzyczna historia filmowej Łodzi” na który stworzył nowe aranżacje utworów komponowanych do produkcji filmowych łódzkiej wytwórni filmów fabularnych. Wśród artystów pojawili się Zbyszek Zamachowski, Janek Młynarskim, Julia Pietrucha, Natalia Grosiak i Łukasz Lach. Artystom towarzyszyła Stokłosa Collective Orchestra pod batutą aranżera.
W listopadzie 2023 roku przygotował wraz z Tribbs’em specjalny koncert „Historia Jest Teraz” w Muzeum Historii Polski w Warszawie.
Współaranżer (wraz z Miuosh’em), orkiestrator i dyrygent koncertu „Katopolis” (2023) otwierającego rezydencje Katowic jako Miasta, Stolicę Technologiczną Europy. W wydarzeniu odbywającym się w Spodku wzięło udział ponad 250 artystów, w tym Stokłosa Collective Orchestra, FDG Orkiestra, i połączone 4 Chóry śląskich uczelnie (blisko 180 osób) oraz soliści - Natalia Szroeder, Krzysztof Zalewski, Mela Koteluk, Natalia Grosiak, Piotr Rogucki, Igo, Dawid Tyszkowski.
W 2024 zorkiestrował i współaranżował z Miuoshem koncert „To Kraków tworzy metamorfozy” z okazji 10-lecia Tauron Areny. W koncercie znalazły się utwory Kory, Wodeckiego, Grechuty i Zauchy zaaranżowane na 50-cio osobową Orkiestrę. Wśród wykonawców znaleźli się m.in. Krzysiek Zalewski, Kacperczyk, Mery Spolsky, Renata Przemyk, Kuba Badach, Grubson, Igo, Orkiestra Akademii Beethovenowskiej pod batutą Jana Stokłosy.
Twórca nowych, orkiestrowych aranżacji projektu Fisz Emade Tworzywo Symfonicznie, które prezentowane były na koncertach w Polsce z udziałem Stokłosa Collective Orchestra. (2024)
Stokłosa jest współtwórcą muzyki do przedstawienia „Pożarcie królewny Bluetki”, a także dwóch edycji koncertów „Święta w prezencie”, których założeniem było stworzenie ciekawej, oryginalnej i uniwersalnej propozycji artystycznej związanej z okresem Bożego Narodzenia.
Jan Stokłosa jest twórcą kilkudziesięciu opracowań utworów na kwartet smyczkowy zaaranżowanych dla artystów takich jak: Sylwia Grzeszczak, Smolik, Catz n’ Dogz, Marika, TGD, Anna Hawkins, Buslav, Warszawskie Combo Taneczne, Halina Mlynkowa, Fair Play Quartet czy Jarek Wist.
Komponuje również utwory muzyki klasycznej. Często tworzy je dla znakomitych zespołów takich jak Hornet Quartet, Navis Quartet czy Kwintet Smyczkowy orkiestry Sinfonia Varsovia.
Juror 69. Konkursu Piosenki "Eurowizja" (2025) 

## Współpraca z innymi muzykami
Jan Stokłosa współpracuje z wieloma artystami jako muzyk sesyjny i aranżer.
Jest również wiolonczelistą i współzałożycielem kwartetu smyczkowego „Fair Play Quartet”, który łączy klasykę z nowoczesnością wykonując muzykę pop na instrumentach smyczkowych. Artyści zdobyli uznanie koncertując na całym świecie. Występowali m.in. w Chinach, Katarze, Niemczech, Słowenii czy na Litwie. Kwartet wydał płytę Kolędy | Carols w 2013 i Jackson on strings w 2017 r.
Dotychczas Jan Stokłosa występował na największych festiwalach muzycznych w Polsce, takich jak: Open’er Festival, Męskie Granie, Off Festival, Orange Warsaw Festiwal, Festiwal Muzyki Filmowej, Transatlantyk Festival, Krajowy Festiwal Piosenki Polskiej w Opolu czy Sopot Festival.
W latach 2012–2018 był muzykiem orkiestry Teatru Wielkiego Opery Narodowej. Współpracował m.in. z Sinfonią Varsovią, Sinfoniettą Cracovią.
W swojej karierze miał okazję wielokrotnie grać pod batutą wielu wspaniałych dyrygentów – m.in. Krzysztofa Pendereckiego, Walerija Giergijewa, Jerzego Semkowa, Gabriela Chmury, Jacka Kaspszyka, Antoniego Wita, Andrzeja Boreyko czy Georga Tchitchinadze.

## Wcześniejsze osiągnięcia
Wielokrotnie uczestniczył w Międzynarodowych Kursach Muzycznych w Łańcucie, a także  jako członek polskiej delegacji w Letnich Akademiach Smyczkowych w Goch w Niemczech.
W latach 2002–2004 koncertmistrz grupy wiolonczel i współtwórca Warszawskiej Filharmonii Młodzieżowej prowadzonej przez boliwijskiego dyrygenta Rubena Silvę. Czterokrotnie brał udział w Letnich Ogólnopolskich Kursach Orkiestrowych w Dziwnówku, Rowach, Jarosławcu i Ustce (2002–2004), na których kształcił swoje rzemiosło orkiestrowe na stanowisku koncertmistrza.
W 2005 na jednym z koncertów XI Forum Witolda Lutosławskiego wykonał w Filharmonii Narodowej w Warszawie „Grave” Witolda Lutosławskiego z towarzyszeniem orkiestry kameralnej ZPSM nr 4 im. Karola Szymanowskiego w Warszawie.
W 2008 był koncertmistrzem wiolonczel „Lutosławski Youth Orchestra” na festiwalu Witolda Lutosławskiego „Łańcuch V”.
Dwukrotnie był koncertmistrzem grupy wiolonczel Internationale Junge Orchesterakademie w Bayreuth (w latach 2007 I 2008) z którą odbył tournée po Niemczech. Rozwijał tam swoje umiejętności pod okiem solowego wiolonczelisty Gewandhausorchester Leipizig – Hartmuta Brauera.
W latach 2008–2012 Jan Stokłosa był wiolonczelistą, a od 2011 zastępcą koncertmistrza Polskiej Orkiestry Sinfonia Iuventus, z którą miał także okazję koncertować jako solista wykonując Koncert Podwójny Johannesa Brahmsa wraz z Agnieszką Guz w warszawskim studiu koncertowym S1.

## Nagrody i wyróżnienia
Jan Stokłosa jest laureatem licznych konkursów solowych i kameralnych.
W 2000 został laureatem I miejsca na Okręgowym Konkursie Wiolonczelowym w Warszawie. Również w 2000 wraz z kwartetem wiolonczelowym otrzymał wyróżnienie na Ogólnopolskim Przesłuchaniu Zespołów Kameralnych w Łodzi.
W 2002 jako muzyk zespołu Camerata Varsovia zdobył srebrną wstęgę na Międzynarodowym Festiwalu Pieśni Bożonarodzeniowych i Adwentowych w Pradze.
Otrzymał także III nagrodę na Ogólnopolskich Przesłuchaniach Uczniów Klas Wiolonczeli i Kontrabasu Szkół Muzycznych II Stopnia w Łodzi (2004) oraz II nagrodę na XIII Międzynarodowym Konkursie Współczesnej Muzyki Kameralnej w Krakowie (2009) jako muzyk „Loco Trio”.
W 2025 otrzymał Odznaczenie Dumni z Powstańców.

## Dyskografia[42]
Jan Stokłosa ma na swoim koncie ponad 60 nagranych płyt CD współtworzonych z wieloma znakomitymi artystami:

### Wiolonczela solo
- Janusz Stokłosa – Romeo i Julia [2004 POMATON EMI]
- Kari Amiran – Daddy Says I’m Special [2011 EMI POLAND / NEXTPOP]
- Kamila Kraus – Brajlem [2011 LUNA]
- Ygor Przebindowski – Powidoki [2012 POLSKIE RADIO S.A.]
- Janusz Stokłosa – Polita [2012 EMI POLAND]
- Ania Szarmach – Pozytywka [2012 AGORA S.A.]
- Fismoll – At Glade  [2013 PARLOPHONE / NEXTPOP]
- Mela Koteluk – Wielkie Nieba, To trop (singiel) [2013 PARLOPHONE]
- Maciek Dobrowolski – „The Winde” (Fair Play Quartet) [2013 MACIEK DOBROWOLSKI]
- Kari Amirian – Wounds and bruises [2013 WARNER/NEXTPOP]
- Mela Koteluk – Przeprowadzki [2014 WARNER]
- Skubas – Brzask [2014 WARNER]
- Oly. – Afterlife [2015 WARNER/NEXTPOP]
- Fismoll – Box of feathers [2015 WARNER/NEXTPOP]
- Anna Hawkins – Divine [2015, SOUTHBOUND MUSIC]
- Smolik/Miuosh/Grosiak – Historie [2016 AGORA]
- Anna Hawkins – Bold, Brave & Beautiful [2017, SOUTHBOUND MUSIC]
- Zagi – Kilka lat, parę miesięcy i 24 dni [2017 Warner music]
- Healing Incantation – Mistic India [2017 ATMA RECORDS]

### Kwartety smyczkowe
- Ewa Błaszczyk – „Nawet gdy wichura…” (Fair Play Quartet) CD+DVD [2007 AGORA]
- Kwartet Rampa – Spoko, Spoko Młynarski Jazzowo [2009 POLSKIE RADIO S.A.]
- Robert Janowski – Kolędy (Fair Play Quartet) [2010 BASPLUS]
- Halina Młynkowa – Etnoteka (Fair Play Quartet) [2011 MYSTIC PRODUCTION] arr.partii kwartetu
- Kari Amirian – Daddy Says I’m Special (Fair Play Quartet) [2011 EMI POLAND / NEXTPOP]
- Grażyna Łobaszewska – Przepływamy (Fair Play Quartet) [2012 SONY MUSIC ENTERTAINMENT]
- Janusz Radek – Z ust do ust (Fair Play Quartet) [2012 MAGIC RECORDS]
- Michał Zawadka – Mądrość z natury  (Fair Play Quartet) [2012 MIND AND DREAM]
- Maciek Dobrowolski – „The Winde” (Fair Play Quartet) [2013 MACIEK DOBROWOLSKI]
- Iza Kowalewska – Diabeł mi Cię dał (Fair Play Quartet) [2013 Universal]
- Jarek Wist – (Fair Play Quartet) [2014 VERITANOSTRA] arr.partii kwartetu
- Fair Play Quartet – Kolędy | Carols  [2014 FAIR PLAY QUARTET] arr.partii kwartetu
- Fair Play Quartet - Jackson on strings [2017 FAIR PLAY QUARTET] arr.partii kwartetu
- Jerz Igor – Mała Płyta  (Fair Play Quartet) [2014 LADO ABC]
- TGD – Kolędy świata (Fair Play Quartet)  [2015 UNIVERSAL] arr.partii kwartetu
- Marika – Marta Kosakowska (Fair Play Quartet)  [2015 WARNER] arr.partii kwartetu
- Anna Hawkins – Divine (Fair Play Quartet) [2015, SOUTHBOUND MUSIC] arr.partii kwartetu
- Love de vice – Pills (Fair Play Quartet)  [2016 LOVE DE VICE] arr.partii kwartetu
- Buslav – Buslav (Fair Play Quartet)  [2016 WARNER] współaranżacja partii kwartetu
- Jerz Igor – Zimą  (Fair Play Quartet) [2016 LADO ABC]
- Piotr Zioła – Revolving Doors (Fair Play Quartet)  [2016 WARNER]
- Julia Marcell – Proxy (Fair Play Quartet)  [2016 MYSTIC PRODUCTION]
- Anna Hawkins – Bold, Brave & Beautiful (Fair Play Quartet)  [2017, SOUTHBOUND MUSIC] arr.partii kwartetu
- TGD – Kolędy świata 2  (Fair Play Quartet) [2017 UNIVERSAL]  arr.partii kwartetu
- Fair Play Quartet – Jackson on strings [2017 FAIR PLAY QUARTET] arr.partii kwartetu
- Mela Koteluk – Migawka [2018 WARNER]
- Echo – Długie Noce (Fair Play Quartet) [2021][potrzebny przypis]

### Zespoły smyczkowe
- Janusz Radek – Dziwny Ten Świat, opowieść Niemenem [2009 MAGIC RECORDS]
- Piaseczny/Krajewski – Zimowe Piosenki [2012 SONY MUSIC ENTERTAINMENT]
- Zakopower – Drugie pół  [2015 WARNER]
- Anna Hawkins – Divine [2015, SOUTHBOUND MUSIC]
- Anna Hawkins – Bold, Brave & Beautiful [2017, SOUTHBOUND MUSIC]

### Inne
- Behemoth – I love you at your darkest” kompozycja i aranżacja partii orkiestrowych [2018, NUCLEAR BLAST]
- Miusoh/Smolik/NOSPR – orkiestracja/instrumenty różne [FANDANGO RECORDS]
- Natalia Moskal – Bunt Młodości – kompozytor, producent, aranżer, instrumenty klawiszowe [2018, FAME ART]
- Tola Janowska – Yellow Stories – producent, współkompozytor, aranżer, instrumenty klawiszowe, wiolonczela [2019]
- Natalia Moskal – There is a star – aranżer, producent, instrumenty klawiszowe [2020, FAME ART][potrzebny przypis]
- Witek Muzyk Ulicy – Gram dla siebie – kompozytor partii orkiestry i dyrygent w utworze "Proszę Polsko nie umieraj" [2020][potrzebny przypis]
- Miuosh x Zespół Śląsk – Pieśni współczesne" – orkiestrator, dyrygent [2021, FANDANGO RECORDS][potrzebny przypis]
- Behemoth - Opvs Contra Natvram kompozycja i aranżacja partuu orkiestrowych [2022, NUCLEAR BLAST, MYSTIC PRODUCTION]
- Jednego serca (Kon)teksty polskiego romantyzmy - producent muzyczny, koMpozytor, aranżer, instrumentalista [2022, GABI PRODUCTION, MINISTERSTWO KULTURY I DZIEDZICTWA NARODOWEGO]
- Miuosh x Zespół Śląsk – Pieśni współczesne TOM II" – orkiestrator, dyrygent [2024, FANDANGO RECORDS]

### Filmy
- Misza Hairulin – „Jutro idziemy do kina” [2007]
- Smolik – „Nina” [2018]
- Jan Stokłosa - "Rotmistrz Pilecki" [2022]
- Jan Stokłosa - "Nadchodzą posiłki [2023]

### Orkiestrowe

#### Sinfonia Iuventus
- Przemysław Gintrowski – Tren (dyr. Monika Wolińska) [2008 POLSKIE RADIO]
- Kerry Turner – Karankawa (American Horn Quartet, dyr. Dariusz Wiśniewski) [2008 ALBANY RECORDS]
- Schubert – Symfonie nr 5 i 9 (dyr. Jerzy Semkow) [2009 CD ACCORD]
- Tatiana Shebanova – Chopin vol. 1 / vol. 2 (dyr. Tadeusz Wojciechowski, Marcin Nałęcz-Niesiołowski) [2009 DUX]
- Penderecki – Symphony no.4 Adagio (dyr. Krzysztof Penderecki) [2010 DUX]
- Sinfonia Iuventus i jej soliści (dyr. Gabriel Chmura) [2010 CD ACCORD]
- Czajkowski – Symfonia nr 5 (dyr. Jerzy Semkow) [2010 CD ACCORD]
- Agata Szymczewska – Bruch, Wieniawski, Mendelssohn (dyr. John Axelrod, Tadeusz Wojciechowski) [2010 UNIVERSAL]
- Penderecki – Symphony no.4&5 (dyr. Krzysztof Penderecki) [2012 DUX]
- Penderecki – Symphony no.1&2 (dyr. Krzysztof Penderecki) [2012 DUX]
- Penderecki – Symphony no.3 (dyr. Krzysztof Penderecki) [2013 DUX]
- Penderecki – Symfonia no.7 “Siedem Bram Jerozolimy” Adagio (dyr. Krzysztof Penderecki) [2013 DUX]

#### Sinfonia Varsovia
- Eugeniusz Morawski – Poematy Symfoniczne (dyr. Monika Wolińska) [2012 CD ACCORD]

#### Internationale Junge Orchester Akademie
- IJOA 2007 – Bach, Czajkowski (vn – Rebekka Hartmann, dyr. Miguel Gomez – Martinez) [2007 Bayerische Rundfunk]
- IJOA 2008 – Brahms, [2008 Bayerische Rundfunk]